# Konservatorium Sunrise Studios
Das Konservatorium Sunrise Studios (Schulkennzahl: 907510, Studienkennzahl: NN37) ist ein österreichisches Konservatorium mit Öffentlichkeitsrecht in Wien, das im Bereich darstellende Kunst das staatlich anerkannte Diplomstudium zu Bühnendarstellern anbietet.

## Geschichte
Das Konservatorium Sunrise Studios wurde im Februar 2007 vom Choreographen, Regisseur, Tänzer, Autor und Dozent für Tanz, Schauspiel und Theatersport, Mike Loewenrosen gegründet. Das Organisationsstatut des Konservatoriums Sunrise Studios wurde vom Bundesministerium für Unterricht, Kunst und Kultur mit Bescheid vom 2. August 2010, Geschäftszahl: BMUKK-24.423/0011-III/3a/2010 genehmigt. Danach wurde vom Bundesministerium für Bildung und Frauen mit 2. September 2012 das Öffentlichkeitsrecht erteilt und ab dem Studienjahr 2013/2014 auf Dauer verliehen (Geschäftszahl: BMBF-24.423/0019-11I/3/2014). Der Sitz des Konservatoriums Sunrise Studios befindet sich seit dem Jahr 2007 im 7. Wiener Gemeindebezirk, in der Neubaugasse, im selben Gebäude wie das Theater der Jugend.

## Studienangebot
Das Konservatorium Sunrise Studios zählt laut Liste des Bundesministeriums für Bildung, Wissenschaft und Forschung 2020 zu den postsekundären Bildungseinrichtungen Österreichs. Die Regelstudienzeit am Konservatorium Sunrise Studios beträgt acht Semester. Für die Aufnahme muss mindestens die Schulpflicht absolviert sein (in Österreich: 9. Schulstufe), Matura bzw. Abitur werden nicht vorausgesetzt. Die Aufnahme erfolgt nach bestandener Zulassungsprüfung (Audition). Die Ausbildung schließt mit staatlich anerkanntem Diplom zu staatlich geprüften Bühnendarstellern in Schauspiel, Tanz und Gesang bzw. Musical ab. Es kann dabei unter vier Diplomschwerpunkten gewählt werden:
- Musical
- Schauspiel mit professioneller Gesangs- und Tanzausbildung
- Gesang mit professioneller Schauspiel- und Tanzausbildung und / oder
- Tanz mit professioneller Schauspiel- und Gesangsausbildung.

## Lehrende
Das Lehrenden-Team besteht aus aktiven Künstlern mit internationaler Bühnen-, Film- und TV-Praxis sowie in- und ausländischer Unterrichtserfahrung. Zu den bekanntesten ehemaligen Lehrenden bzw. internationalen Gastdozenten und Dozentinnen zählen u. a. der langjährige Solotänzer der Wiener Staatsoper, Ludwig Karl, die ehemalige Opernsängerin und Schauspielerin Asa Elmgren, der Pianist, Komponist und Musikpädagoge Andreas Schnee, US-Tänzer und Choreograph Rasta Thomas, Beyoncé-Choreograph Kobi Rozenfeld, Hip-Hop Expertin Nina Kripas, Sword Master und Combat CoachRoberta Brown, Urban Dance Experte Russell Adamson, die Musical-Stars Maya Hakvoort, Drew Sarich, Patricia Nessy u. v. m.

## Absolventen
Absolventen des Konservatoriums Sunrise Studios sind im In- und Ausland als Musical-Darsteller, Schauspieler (Bühne, TV und Film), Sänger, Tänzer, Choreographen, Regisseure, Studiosprecher, Moderatoren, Schauspiel-, Gesangs- oder Tanzlehrende und in verwandten Berufsfeldern tätig.

## Sonstiges
Das Konservatorium Sunrise Studios ist zertifiziertes Mitglied des Österreichischen Tanzrates, ÖTR (Austrian Dance Council) und bekam das Gütesiegel des Österreichischen Tanzrates verliehen. Weiters ist das Konservatorium Sunrise Studios auch Mitglied der World Artistic Dance Federation (WADF).
Darüber hinaus verlieh die International Conference on Social Sciences and Arts dem Konservatorium Sunrise Studios im März 2017 den „Award for Outstanding Partnership“.
Kooperationen bestehen u. a. mit der Falco Privatstiftung, Tanzstudio Margit Manhardt, Maturaschule Dr. Roland sowie mit diversen Theatern, Künstleragenturen und Veranstaltern.

## Schüler
- Alexandra Kloiber (* 1989), Schauspielerin, Sprecherin und Autorin